# Димитър Иванков
Димитър Иванов Иванков (роден на 30 октомври 1975 г.) е бивш български футболист, вратар. Голяма част от кариерата му преминава в Левски (София). Играл е също в турските Кайсериспор и Бурсаспор, както и кипърския Анортосис. В продължение на 12 години е част от националния отбор на България, за който изиграва общо 64 мача.
В кариерата си Иванков има 42 гола в официални мачове, всичките от дузпи. Това го прави най-резултатния европейски вратар в историята на футбола. В световен мащаб е на 3-то място в класацията след бразилеца Рожерио Сени и парагваеца Хосе Луис Чилаверт.

## Кариера
Играл е в ПФК Левски (София). Става капитан на Левски и любимец на публиката, с голям принос за трите шампионски титли на Левски през 2000, 2001 и 2002 г. От юли 2005 г. играе в турския първодивизионен отбор Кайзериспор, с който през 2008 г. печели Националната купа след победа над Генчлербирлиги след изпълнение на дузпи. На 9 юни 2008 г. подписва договор с Бурсаспор и през 2010 г. печели с тях титлата на страната. Бивш вратар на Националния отбор на България. През 2010 г. на националния празник на България (3 март), Иванков изиграва своят последен мач с националната фланелка. Двубоят е приятелската среща с Полша, играна на стадион Полония във Варшава, а резултатът е 2-0 в полза на домакините. През 2010 става шампион на Турция с Бурсаспор.
На 4 април 2010 г. вкарва своя 42 гол и става третият най-резултатен вратар в света. Той е и най-резултатният европейски вратар в световната история.
Притежава изключителен рефлекс и има идеален поглед върху играта. Печелил е множество награди за най-добър вратар. Той е един от най-класните български вратари за всички времена.
От началото на сезон 2011-12 е част от състава на Анортосис Фамагуста. Изиграва 2 мача от Лига Европа, след което е освободен.